# Хаузнер, Джессика
Джессика Хаузнер (нем. Jessica Hausner, 6 октября 1972, Вена) — австрийский кинорежиссёр, сценарист, продюсер и монтажёр.

## Биография
Из семьи художников. Закончила Венскую киноакадемию (1991—1994). Работала в сценарной группе фильма Михаэля Ханеке Забавные игры (1997). В 1999 году вместе с Барбарой Альберт, Антонином Свободой и Мартином Гшлахтом основала продюсерскую компанию кооп99.

## Фильмография

### Режиссёр
- Анна/ Anne (1992)
- Господин Марес/ Herr Mares (1992)
- День рождения Рут/Ruths Geburtstag (1992)
- Я могу иногда превращаться в бабочку/ Ich möchte sein manchmal ein Schmetterling (1993)
- Флора/ Flora (1995)
- Интер-вью/ Inter-View (1999, Особый приз в рамках конкурса студенческих фильмов (Cinefondation) на Каннском кинофестивале 1999[5])
- Милая Рита/ Lovely Rita (2001, номинация на Европейскую кинопремию «Открытие года», премия Международной федерации кинопрессы (ФИПРЕССИ) на МКФ в Вене, участие в конкурсе «Особый взгляд» Каннского кинофестиваля 2001[5])
- Отель/ Hotel (2004, участие в конкурсе «Особый взгляд» Каннского кинофестиваля 2004[5])
- Тост/ Toast (2006)
- Лурд/ Lourdes (2009, приз Международной федерации кинопрессы за лучший фильм конкурсной программы на 66-м Венецианском кинофестивале, премия за лучший игровой фильм на МКФ в Вене)
- Безумная любовь/ Amour Fou (2014, участие в конкурсе «Особый взгляд» Каннского кинофестиваля 2014)
- Малыш Джо/ Little Joe (2019, участие в основной программе Каннского кинофестиваля 2019)
- Клуб Зеро / Club Zero (2023, участие в основной программе Каннского кинофестиваля 2023)

### Сценарист
- Интер-вью/ Inter-View (1999)
- Милая Рита / Lovely Rita (2001)
- Отель / Hotel (2004)
- Лурд / Lourdes (2009)
- Безумная любовь / Amour Fou (2014)
- Малыш Джо/ Little Joe (2019)
- Клуб Зеро / Club Zero (2023)

### Продюсер
- 2005 — Спящий агент / Schläfer
- 2007 — Всегда, никогда, где-нибудь / Immer nie am Meer
- 2007 — Прочисть мозги / Free rainer

## Признание
Член жюри XXIV Московского кинофестиваля (2002).